# Epidesmia phoenicina
Epidesmia phoenicina là một loài bướm đêm trong họ Geometridae.